# Fiesta de la Almeja

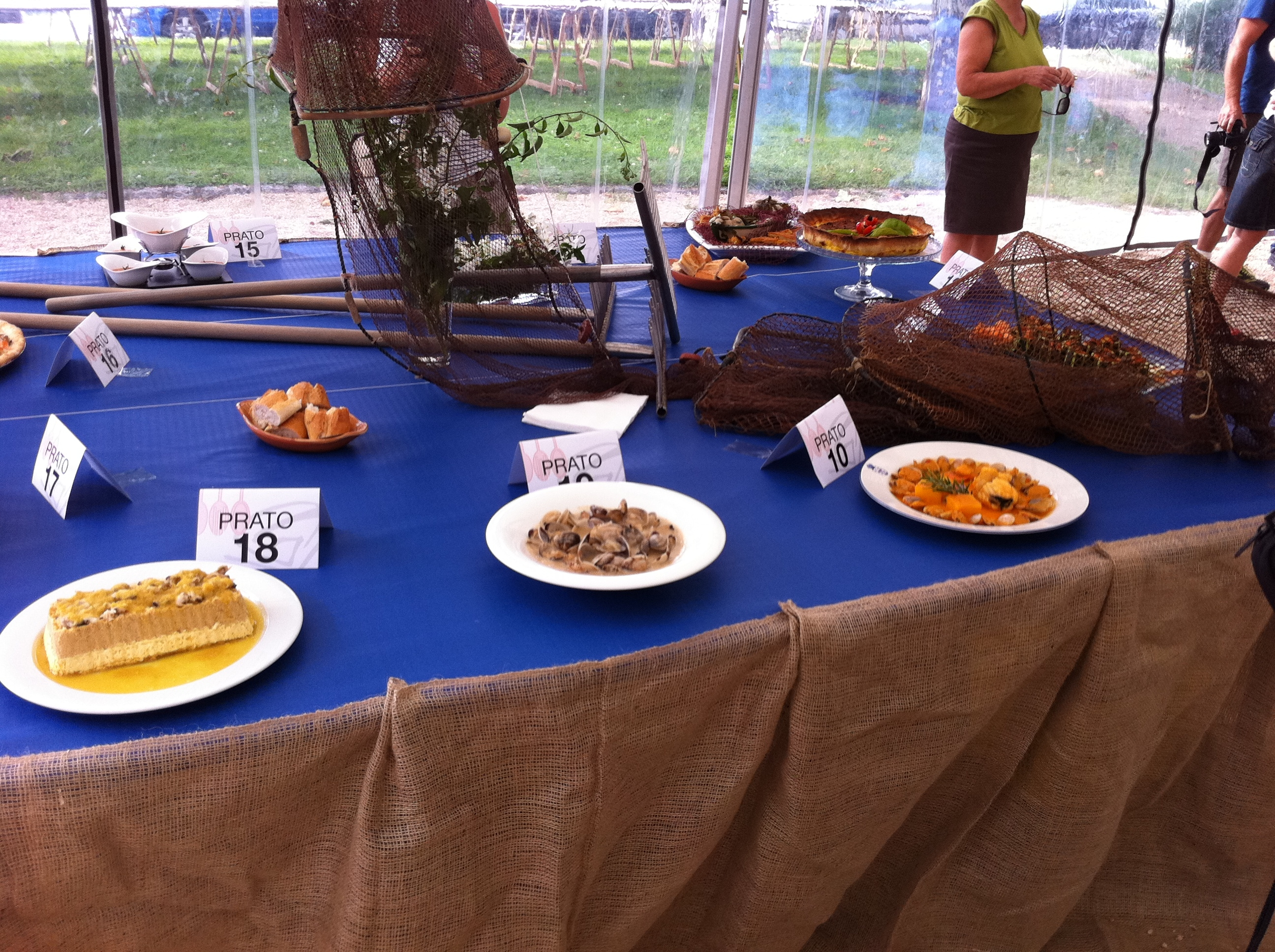
Concurso de platillos presentados en una competencia durante la Fiesta de la almeja.

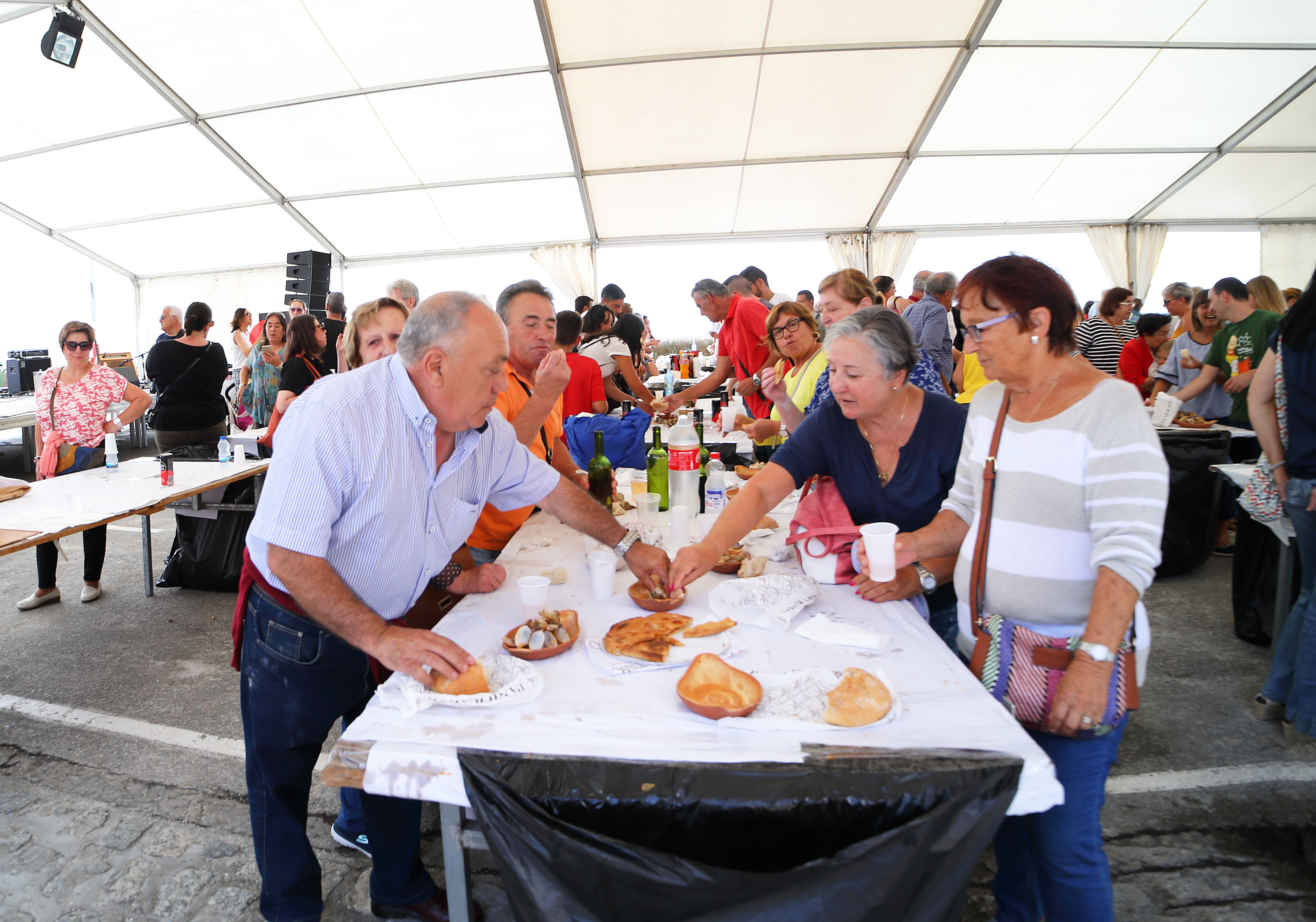
Degustación popular de la almeja de Carril durante la fiesta

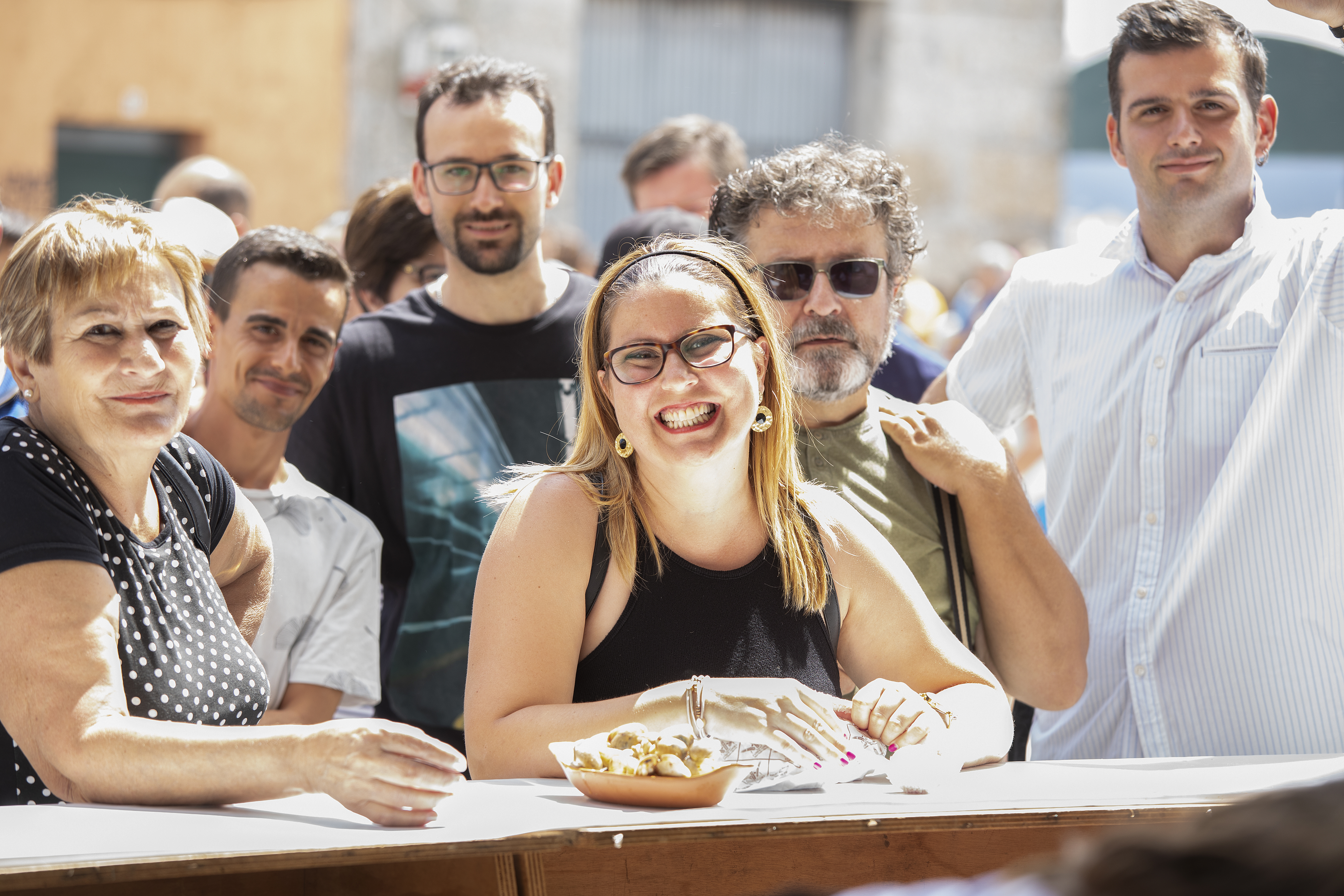
Fiesta almeja Carril, Público degustando la auténtica almeja de Carril

La Fiesta de la Almeja de Carril (en gallego y oficialmente Festa da Ameixa de Carril) es una fiesta gastronómica de interés turístico de Galicia, que se celebra en el pueblo marinero de Carril, perteneciente al municipio de Villagarcía de Arosa (Pontevedra) España. Esta fiesta existe desde 1992. Más información en: https://parquistasdecarril.es/festa-da-ameixa/
La Fiesta de la Almeja de Carril, nació en 1992 por iniciativa de la Agrupación de productores de parques de cultivo de Carril, con el fin de promocionar el famoso bivalvo, así como para divulgar y poner en valor la actividad de acuicultura de los parques de cultivo, al tiempo que promueve el turismo gastronómico de la zona y atrae a miles de visitantes. Se celebra todos los años organizada por las dos organizaciones representativas del sector, la Agrupación de productores de parques de cultivo de Carril (en la actualidad Parquistas de Carril OPP89 y la Cofradía de pescadores Santiago Apóstol de Carril, siempre el primer domingo de agosto después de la famosa Fiesta del Agua (16 de agosto) de Villagarcía de Arosa.

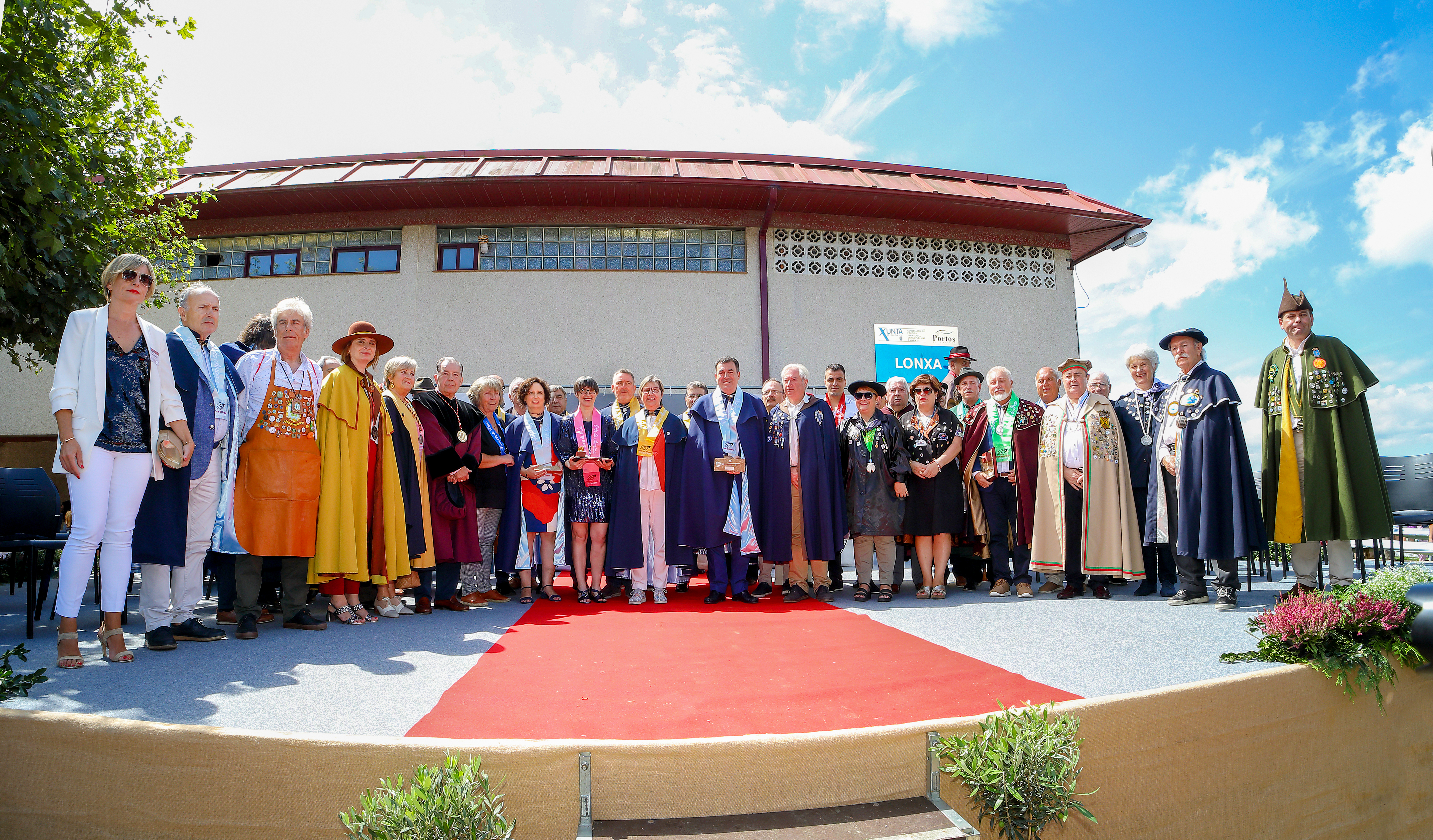
XXVII Fiesta almeja Carril 2019 - Autoridades, premiados y cofradías gastronómicas

En estos 27 años de vida de la fiesta adquirió año tras año un éxito espectacular, hasta el punto de convertirse en una de las principales citas gastronómicas del calendario festivo de Galicia. En su última edición l (celebrada el pasado 18 de agosto de 2019) se repartieron más de 2.300 kilos de almeja babosa a la marinera (la autóctona de Carril), superando las 7500 raciones. La fiesta de la almeja no se llevó a cabo durante los años 2020 y 2021 por la pandemia del Covid. Este año 2022 tampoco se celebrará, esperemos que en el próximo 2023 se pueda celebrar con normalidad.
En sus dos días de celebración, la fiesta incluye distintas actividades, como el concurso de platos elaborados con almejas, en dos categorías amateur y profesional, con premio para todos los participantes y 3 grandes premios de 1000 €, 500 € y 250 € para la categoría amateur y placa conmemorativa y kilos de almejas para la categoría profesional, este concurso se celebra el sábado y los asistentes podrán degustar los platos que fueron presentados. El domingo se celebra la degustación popular, a partir de la lectura del pregón (por la mañana) hasta entrada la noche. El propio domingo dentro de la fiesta, se celebra el capítulo de la "Orden de la Almeja de Carril" constituida en el año 2004 y refundada en el año 2018 con nuevos estatutos. En el capítulo se nombran al "Cabaleiro y Dona de la Orden", así como se lleva a cabo la entrega de la "Ameixa de Ouro, Ameixa de Prata, Parquista Xoven y Parquista de Honra". Más información en: https://parquistasdecarril.es/orde-da-ameixa/
La historia y vida de Carril, están íntimamente unidas a la Ría de Arosa. Antes de su unión en 1913, con los ayuntamientos de Villajuán y Villagarcía, dando lugar al actual de Villagarcía de Arosa, Carril era un municipio ya totalmente ligado a la Ría y a su riqueza.Habilitado desde 1512, su puerto llegó a ser, a mediados del siglo XVIII, uno de los más importantes de Galicia y considerado "Puerto Natural de Compostela".
Ya entonces el marisqueo constituía el sustento para la gran parte de los hombres y mujeres carrilexos, tal y como recoge un informe del juez de la época, Domingo Mareos:"Las mujeres de la villa, como puerto de mar, se ejercitan en el acopio y venta de mariscos que pescan sus maridos, hermanos, hijos y familia, y suelen ir a vender alguna parte de ellos a la villa de Padrón y ciudad de Santiago, especialmente en tiempos de Cuaresma."
En la actualidad, los parques de cultivo son el principal motor económico de Carril y uno de los más importantes de Villagarcía de Arosa, siendo la almeja el producto estrella, por su calidad tiene fama, no solo en Galicia, sino en toda España. De los parques de cultivo de Carril viven más de 650 familias.
La Fiesta de la Almeja de Carril, nació con el objetivo de homenajear a este marisco, y más allá como iniciativa para divulgar la actividad acuícola de los parques de cultivo de Carril y poner en valor el esfuerzo, muchas veces desconocido para la ciudadanía en general, de las mujeres y de los hombres que se dedican a ella. Un objetivo en el que los organizadores están firmemente implicados, impulsando para este fin otras actividades como la edición y distribución de una anuario "Parquistas de Carril" y la realización de vídeos para dar a conocer el famoso bivalvo, su fiesta, así como la  actividad de los parquistas . Más información en: https://www.youtube.com/channel/UCGlQq6WRBttjbjLFjG-OEuQ